# بيلوريتشينسكيي (إركوتسك)
بيلوريتشينسكيي (بالروسية: Белореченский) هي مدينة في مقاطعة إركوتسك أوبلاست في روسيا.
يبلغ عدد سكانها حوالي 8394 نسمة.